# Uluslararası İstanbul Caz Festivali

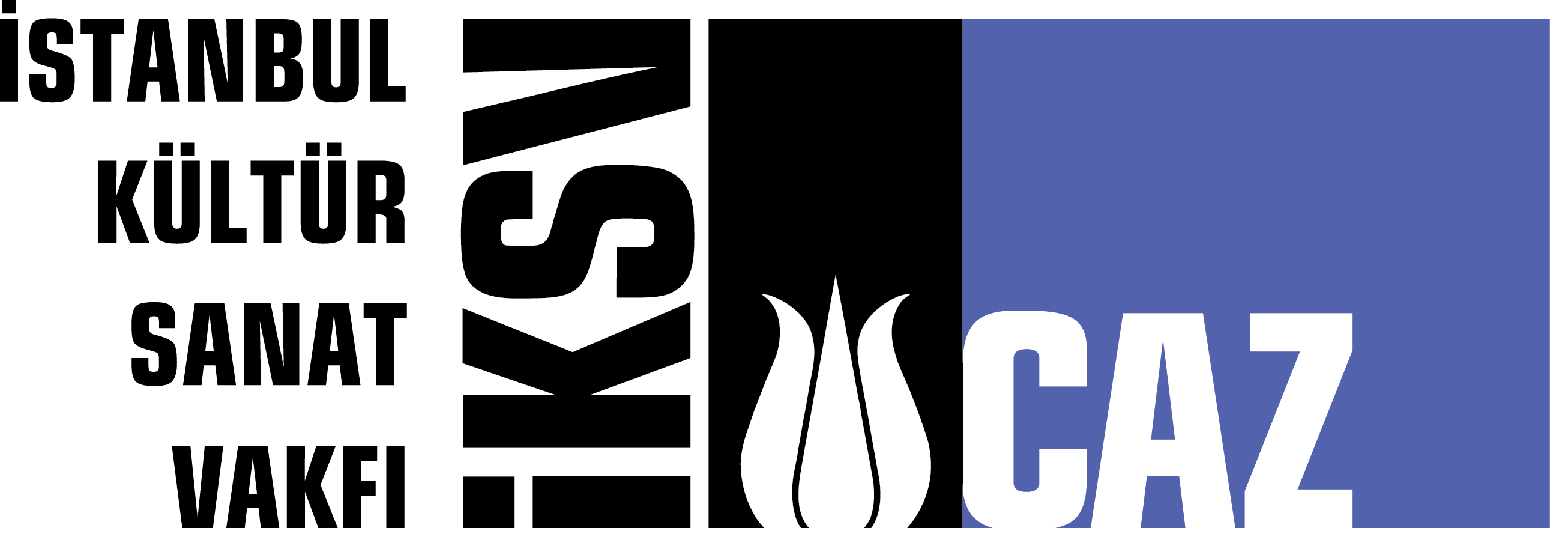
Logo Uluslararası İstanbul Caz Festivali

Uluslararası İstanbul Caz Festivali znany jako Istanbul International Jazz Festival oraz Istanbul Festival – turecki festiwal jazzowy odbywający się cyklicznie w Stambule.
Pierwszy festiwal odbył się w 1986 roku i jest organizowany cyklicznie przez Stambulską Fundację Kultury i Sztuki. Podczas festiwalu występowali m.in. Chick Corea, Steve Kujala, Miles Davis, Dizzy Gillespie, Modern Jazz Quartet, Stan Getz, Ornette Coleman, Eric Clapton, Massive Attack, Björk, Deep Forest, Dead Can Dance, Loreena McKennitt, Suzanne Vega, Patti Smith, Bobby McFerrin, Randy Crawford, The Manhattan Transfer, Jan Garbarek, Keith Jarrett, Wynton Marsalis, Goran Bregović, Bryan Ferry, Lou Reed, Ute Lemper, Ryūichi Sakamoto, Roni Size, Paco de Lucía, Nick Cave, John Scofield, Simply Red, Jane Birkin, Brad Mehldau, Marcus Miller, Mercedes Sosa, Marianne Faithfull, Jan Garbarek, Roy Haynes, Billy Cobham, Dianne Reeves, Sting, Pat Metheny czy Charlie Haden.